# ボーロ・デ・メル

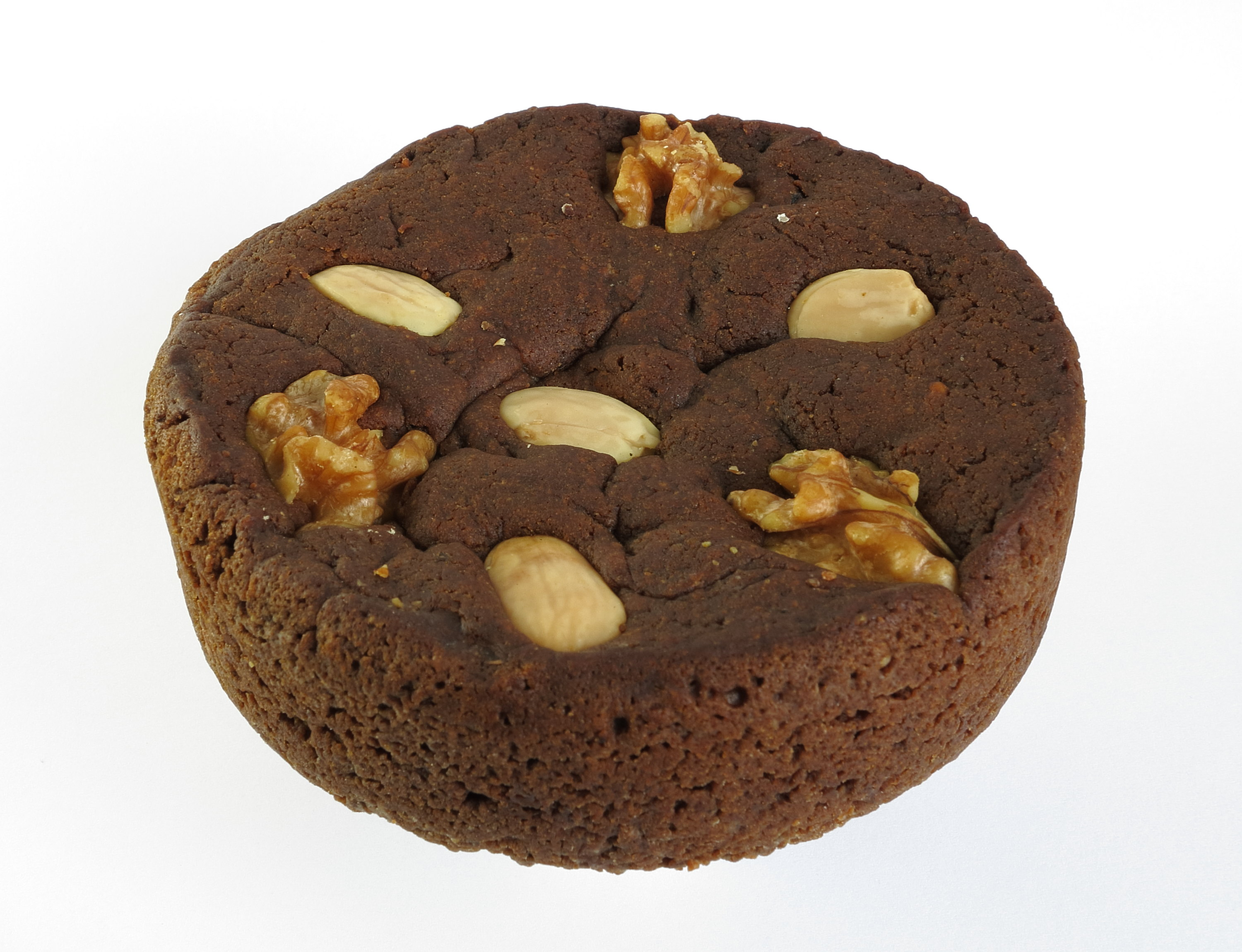
ボーロ・デ・メルの例

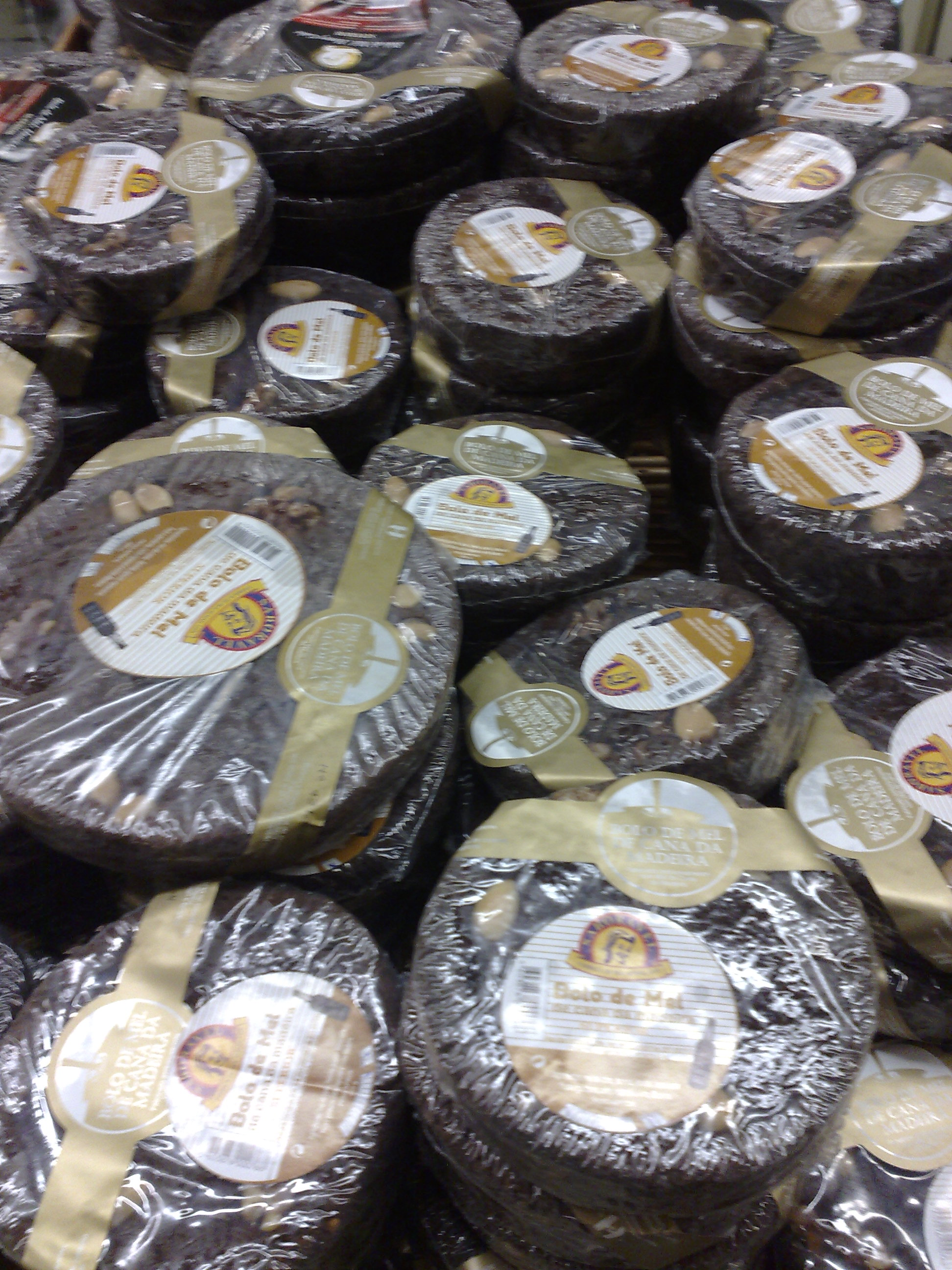
市販品の例

ボーロ・デ・メル（ポルトガル語: bolo de mel de cana da Madeira）はポルトガル・マデイラ島の伝統菓子。
「ボーロ」は「ケーキ」、「メル」は「黒蜜」の意である。外観は黒く、チョコレートケーキを思わせるが、この色はサトウキビの蜜（黒蜜、廃糖蜜）の色に由来するものである。
近年、マデイラ島の象徴として宣伝されたことと、長期間（1年間ほど）保存も効くために土産に向いているということで、人気が高まっている。
ポルトガルの菓子の大多数は修道院で創作されたものであるが、ボーロ・デ・メルも同様にマデイラ島にただ1つの修道院で600年ほど昔に誕生した菓子である。
一般的なケーキと同様に小麦粉、黒蜜、バターを使用するが、アニス、シナモン、クローブ、黒胡椒といったスパイスをふんだんに用いるのが特徴である。
全て手作業で調理を行い、食べる際にもナイフなどのカトラリーを使用せずに手で食するのが作法となっている。